# 劉遵考
劉 遵考（りゅう じゅんこう、太元17年（392年）- 元徽元年6月10日（473年7月20日））は、南朝宋の皇族。営浦侯。武帝劉裕の族弟（劉裕の曾祖父の劉混の弟の劉淳の曾孫）にあたる。

## 経歴
彭城郡内史の劉涓子の子として生まれた。はじめ振武参軍となり、盧循の乱の討伐に参加し、郷侯に封じられた。義熙13年（417年）建威将軍・彭城郡内史として劉裕の北伐に従軍した。ときに劉裕の諸子はみな弱年で、宗室のうちでは遵考だけが成人であった。義熙14年（418年）1月、遵考は都督并州司州之北河東北平陽北雍州之新平安定五郡諸軍事・輔国将軍・并州刺史となり、河東郡太守を兼ね、蒲坂に駐屯した。夏の赫連勃勃の進攻により、関中が奪われると、江南に帰り、游撃将軍の号を受けた。冠軍将軍に転じた。
元熙2年（420年）、晋の恭帝が帝位を譲って秣陵宮にうつると、遵考は兵を率いて護衛にあたった。同年（永初元年）、営浦県侯に封じられ、彭城沛二郡太守となった。景平元年（423年）、右衛将軍の号を受けた。元嘉2年（425年）、征虜将軍・淮南郡太守として出向した。元嘉3年（426年）、使持節・領護軍となり、殿省に入って宿直した。11月、使持節・都督雍梁南北秦四州荊州之南陽竟陵順陽襄陽新野隨六郡諸軍事・征虜将軍・寧蛮校尉・雍州刺史として出向し、襄陽新野二郡太守を兼ねた。その統治は苛酷で粗暴であり、民衆は収奪に苦しんだ。元嘉5年（428年）、御史の弾劾を受けたが、文帝は罪に問わず、遵考は赦されて建康に帰った。元嘉7年（430年）、太子右衛率に任じられ、給事中の位を加えられた。元嘉8年（431年）2月、都督南徐兗州之江北淮南諸軍事・征虜将軍・南兗州刺史となり、広陵郡太守を兼ねた。建康に召還されて侍中となり、後軍将軍の号を受け、太常に転じた。元嘉9年（432年）、右衛将軍の号を受け、散騎常侍の位を加えられた。元嘉12年（435年）、病のため散騎常侍の官を免じられた。元嘉13年（436年）、本官にもどった。
元嘉15年（438年）、徐州大中正・太子中庶子を兼ねた。5月、監徐兗二州豫州之梁郡諸軍事・前将軍・徐兗二州刺史に任じられたが、赴任しないうちに侍中となり、左衛将軍を兼ねた。元嘉16年（439年）閏月、使持節・監豫司雍并四州南豫州之梁郡弋陽馬頭荊州之義陽四郡諸軍事・前将軍・豫州刺史に任じられ、南梁郡太守を兼ねた。元嘉21年（444年）、旱魃のため飢饉となり、民衆に備蓄の穀物を配給するよう命じられたが、遵考は文帝の命令に従わなかったため、免官された。散騎常侍・五兵尚書として再起し、呉興郡太守に転じた。元嘉25年（448年）9月、召還されて領軍将軍の号を受けた。元嘉27年（450年）、北魏の太武帝が瓜歩まで南進してくると、遵考は軍を率い長江に出て魏軍と対陣した。元嘉30年（453年）1月、使持節・平西将軍・豫州刺史に任じられた。2月、劉劭が文帝を殺害して帝を称すると、遵考は安西将軍の号を受け、徐安期・仰捷祖らと戦った。3月、孝武帝が起兵すると、遵考は南譙王劉義宣につき、鎮西将軍の号を加えられた。夏侯献が軍を率いて瓜歩に到達すると、孝武帝に面会して、劉劭に従った罪を問われて免官された。
孝建元年（454年）、魯爽・臧質の乱が起こると、遵考は征虜将軍として再起し、兵を率いて臨沂県に駐屯して、そのまま呉興郡太守に任じられた。孝建2年（455年）、召還されて湘州刺史となった。赴任しないうちに、尚書右僕射に転じた。孝建3年（456年）閏月、丹陽尹となり、散騎常侍の位を加えられた。9月、再び尚書右僕射となり、太子右衛率を兼ねた。大明3年（459年）1月、領軍将軍の号を受け、散騎常侍の位を加えられた。大明5年（461年）12月、また尚書右僕射・金紫光禄大夫となった。大明6年（462年）9月、尚書左僕射に任じられた。さらに徐州刺史・徐州大中正・崇憲太僕を兼ねた。大明8年（464年）、前廃帝が即位すると、特進・右光禄大夫の位を受けた。景和元年（465年）9月、都督南豫州諸軍事・安西将軍・南豫州刺史として出向した。同年（泰始元年）12月、明帝が即位すると、遵考は侍中・特進・右光禄大夫の位を受け、崇憲太僕を兼ねた。泰始2年（466年）1月、崇憲太后が崩御すると、遵考は太僕の任を解かれた。泰始5年（469年）、幾杖を賜り、大官として時節に珍味を賜り、疾病について太医の診察を受けて薬を与えられた。幾杖については固辞した。泰豫元年（472年）4月、後廃帝が即位すると、遵考は左光禄大夫の位を受けた。
元徽元年6月乙卯（473年7月20日）、薨去。享年は82。左光禄大夫・開府儀同三司の位を追贈された。諡は元公といった。

## 子女
- 劉澄之（南豫州刺史）
- 劉琨之（竟陵王司空主簿、竟陵王蕭誕が乱を起こすと、参加を求められて応じず、獄に繋がれること数十日、ついに殺害された）

## 伝記資料
- 『宋書』巻51 列伝第11
- 『南史』巻13 列伝第3